# سم لیپسایت
سم لبپسایت (به انگلیسی: Sam Lipsyte) نویسنده و استاد دانشگاه کلمبیا، در سال ۱۹۶۸ در شهر نیویورک به دنیا آمد. تاکنون با مجلات معتبر و مطرحی چون واشینگتن پست و لس‌آنجلس تایمز همکاری کرده‌است. رمان پرسش او در سال ۲۰۱۰ مورد تحسین اهالی فن و ادب قرار گرفت. کتاب‌های او تاکنون به زبان‌های فرانسوی، روسی، ایتالیایی، اسپانیایی و پرتغالی ترجمه شده‌است.